# Дерновичский сельсовет
Дерновичский сельсовет — административная единица на территории Верхнедвинского района Витебской области Республики Беларусь. Административный центр — деревня Дерновичи.

## История
В 2008 году упразднена деревня Фрейзево.
В 2008 году деревня Леонишено преобразована в агрогородок. 
11 октября 2017 года упразднена деревня Юрково.

## Состав
Дерновичский сельсовет включает 24 населённых пункта:
- Алексеевцы  — деревня.
- Войтово  — деревня.
- Гончарово  — деревня.
- Горново  — деревня.
- Горовцы  — деревня.
- Григоровцы  — деревня.
- Дерновичи  — деревня.
- Долгое  — деревня.
- Дорожилово  — деревня.
- Ермолино  — деревня.
- Залесье  — деревня.
- Зорька  — деревня.
- Зябки  — деревня.
- Искра  — деревня.
- Казаково  — деревня.
- Леонишено — агрогородок[3].
- Лешня  — деревня.
- Луговцы  — деревня.
- Новый Строй  — деревня.
- Переки  — деревня.
- Песковатка  — деревня.
- Рудня  — деревня.
- Слобода  — деревня.
- Юзефово  — деревня.

Упразднённые населённые пункты:
- Фрейзево  — деревня[2].
- Юрково  — деревня[4].